# Weiberwirtschaft

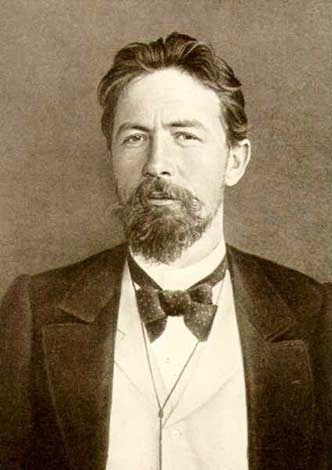
Anton Tschechow

Weiberwirtschaft, auch Weiberregiment (russisch Бабье царство, Babje zarstwo), ist eine Erzählung des russischen Schriftstellers Anton Tschechow, die in der ersten Januarausgabe 1894 der Sankt Petersburger Zeitung Russkaja Mysl als Weihnachtsgeschichte erschien. E. Lockenbergs Übertragung ins Deutsche brachte Reclam 1903 auf den deutschsprachigen Markt. Andere Übersetzungen: 1894 ins Serbokroatische (Zensko carstwo) und 1904 ins Ungarische (Nóuralom).
Gerhard Dick schreibt 1966: „Die Erzählung Weiberwirtschaft fand bei der zeitgenössischen Kritik eine günstige Aufnahme, wobei besonders die gelungene Charakterisierung der weiblichen Hauptgestalt hervorgehoben wurde.“

## Handlung
1. Am Vorabend
Das 26-jährige Fräulein Anna Akimowna Glagolewa – „ein schönes, gesundes und kräftiges Mädchen“ aus dem „Arbeitermilieu“ – wurde nach dem Tod ihres Vaters alleinige Besitzerin einer Eisenhütte mit Stahlproduktion und Gießerei. Der Vater hatte das Werk nach dem Tod seines Bruders übernommen. Anna beschäftigt immerhin zweitausend Arbeiter. Weil die Millionärin „zwanzig Leute wegen Wegbleibens von der Arbeit entlassen“ muss, wird sie in anonymen Briefen als Ausbeuterin und sogar als Blutsaugerin verschrien. Anna gesteht: „Ich bin... ganz einsam... ich will einen Mann und Kinder.“ Einem solchen Mann – dem um die 30-jährigen breitschultrigen, sehr kräftigen Schmied Pimenow – begegnet Anna zufällig, als sie kurz vor Weihnachten der bedürftigen Familie Tschalikow eine Gratifikation von 1500 Rubeln überreichen will. Pimenow, der vor neun Jahren, noch unter Annas Onkel, in der Hütte begann, wohnt, umgeben von Schmutz, Gestank und Lumpen, als Untermieter in der Wohnung Nr. 46 bei dem kranken, stellenlosen Gubernialsekretär Tschalikow. Anna, angewidert von Tschalikows Liebedienerei, gibt der Familie nur 25 Rubel und bezahlt Arznei.
2. Der Morgen
Anna hofft trotz ihres Alters auf einen jungen Mann. Als ihr am Weihnachtsmorgen eine Abordnung der Arbeiterschaft aus der Hütte Glückwünsche zum Fest überbringt, ist auch Pimenow darunter. Anna spricht den sympathischen neuen Bekannten an. Als die Arbeiter gehen, will sie Pimenow zu einem neuerlichen Plauderstündchen bitten, findet aber nicht die Worte.
3. Das Festmahl
Zwei korrupte Angestellte Annas – der 60-jährige wirkliche Staatsrat Krylin und der 42-jährige Anwalt Lyssewitsch – kommen und feiern gemeinsam mit ihrer Herrin Weihnachten. Der eitle Schwätzer Lyssewitsch möchte Anna beispielsweise einreden, sie solle sich sieben Männer nehmen – für jeden Wochentag einen. Anna vergeht beim Festmahl darob der Appetit. Sie will einen Mann mit Vergnügen heiraten – Pimenow. Auch das gesteht Lyssewitsch zu. Alles sei ihr erlaubt, denn Anna sei eine ungewöhnliche Frau. Als die Herren sich verabschieden, übergibt Anna dem Anwalt die oben erwähnte Gratifikation. Krylin erhält dreihundert Rubel.
4. Der Abend
Als die Frauen im Hause unter sich sind, wird in der Küche mit Essen und Trinken gehörig weiter Weihnachten gefeiert. Beherrschendes Gesprächsthema: Annas Verheiratung mit Pimenow. Die Meinungen der Frauen zum Thema gehen auseinander. Die eine Abweichlerin empfiehlt, Anna sollte einen Ihresgleichen nehmen und die andere meint, eine reiche, freie Frau sollte sich keinesfalls ehelich binden. Anna – ihrer Herkunft verhaftet – bleibt zunächst bei der Idee vom einfachen Arbeiter als Ehemann. Im Widerstreit der Ansichten wankelmütig geworden, möchte Anna – ihren Umgang betreffend – solchen Leuten wie Krylin und Lyssewitsch lieber den Vorzug gegenüber dem Schmied Pimenow geben.

## Rezeption
- Alberto Savinio[4] hat die Erzählung Weiberwirtschaft geschätzt.

## Deutschsprachige Ausgaben
- Weiberwirtschaft. Übersetzung: Ada Knipper und Gerhard Dick, S. 347–393 in: Anton Tschechow: Weiberwirtschaft. Meistererzählungen, Band aus: Gerhard Dick (Hrsg.), Wolf Düwel (Hrsg.): Anton Tschechow: Gesammelte Werke in Einzelbänden. 582 Seiten. Rütten & Loening, Berlin 1966 (1. Aufl.)

### Verwendete Ausgabe
- Weiberwirtschaft. S. 305–363 in A. P. Tschechow: Neue Meistererzählungen. Deutsch von Reinhold Trautmann. 367 Seiten. Dieterich’sche Verlagsbuchhandlung, Leipzig 1949 (Aufl. 1958, Vorwort 20 Seiten von R.M.)

### Sekundärliteratur
- Peter Urban (Hrsg.): Über Čechov. 487 Seiten. Diogenes, Zürich 1988 (Diogenes-Taschenbuch 21244). ISBN 3-257-21244-5